# White Flag (Band)
White Flag ist eine seit 1982 bestehende Punkband aus Los Angeles, Kalifornien. Kennzeichnend für ihr Auftreten sind das Persiflieren der Szene kalifornischer Punkbands sowie häufige Besetzungswechsel.

## Geschichte
Die Band wurde 1982 in Moreno Valley durch die Verschmelzung zweier Bands gegründet. William Bartell und der spätere Bassist Marty Martin spielten zuvor bei einer Metal-Band namens Test Pattern. Die übrigen Gründungsmitglieder waren bei einer Hardrock-Coverband namens Tyrant aktiv, wobei der zukünftige Sänger Alva Adams lediglich deren Roadie war und über keinerlei Gesangserfahrung verfügte. Der Name "White Flag" lehnt sich an den der Hardcore-Band Black Flag an und soll den Elitarismus der Hardcoreszene persiflieren. Die Pseudonyme der Mitglieder sind zum Teil Verballhornungen von Namen bekannter Musiker wie Jello Biafra, Mike Ness oder Pat Smear. Laut Gitarrist Bartell sollte das persiflierende Element "die Anarchie zurück in die Punkmusik bringen". Erste Konzerte wurden als Vorband von Black Flag mit deren Equipment bestritten. Noch 1982 nahm die Band zwei Alben auf, von denen das erste (R is for Rocket) aber nicht veröffentlicht wurde und erst 2003 als Sonderedition mit weiteren unveröffentlichten Titeln und Liveaufnahmen erschien. Das zweite Album, S is for Space, erschien 1982 auf dem Label Gasatanka Records, dessen Gründer und Inhaber Bartell war, und verkaufte über 25.000 Einheiten. Im Laufe der Jahre ihres Bestehens erfolgten häufige Besetzungs- und Instrumentenwechsel; kein einziges Mitglied war über die gesamte Zeit des Bestehens in der Band. Personell waren White Flag dabei eng mit anderen Bands der kalifornischen Punk- und Alternativeszene verflochten, so spielte Jim Laspesa auch bei The Muffs (und für Dave Davies), Greg Hetson bei Redd Kross, den Circle Jerks und Bad Religion, Jeff und Steven McDonald bei Redd Kross, Melanie Vammen bei den Muffs, Kim Shattuck bei den Pixies und The Pandoras, Ken Stringfellow bei The Posies und Eric Erlandson bei Hole. Schlagzeuger Harrison erläuterte das Konzept hinter den Besetzungswechseln so: "There is no line up. We have this circle of people that all know the songs on different instruments, and whoever wants to play a particular show does, so that's our line up.". Durch zahlreiche Split- und Liveveröffentlichungen weisen White Flag eine umfangreiche Diskografie auf. Als eine von wenigen US-Bands traten sie während ihrer Europa-Tourneen in Grönland, auf den Färöer-Inseln, auf Sardinien, auf den Kanarischen Inseln und (im Rahmen eines nicht genehmigten und von der Polizei beendeten Konzerts auf dem Petersplatz) im Vatikan auf.
1984 waren White Flag mit drei Titeln auf dem Soundtrack des Low-Budget-Thrillers Desperate Teenage Lovedolls von Dave Markey vertreten. 1985 erlitt Sänger Adams einen Surfunfall, der ihn gelähmt zurückließ, und verließ die Band. Den Gesangspart übernahm daraufhin der damalige Gitarrist Bartell.
Bartell wurde am 24. September 2013 im Alter von 52 Jahren tot in seinem Haus in Moreno Valley aufgefunden. Der Posten des Sängers der Band ist seitdem vakant.

## Stil
White Flag spielen melodiösen Pop-Punk mit humorvollen Texten. War die Band zu Beginn ihrer Karriere noch durch Westcoast-Hardcore à la Adolescents oder Angry Samoans beeinflusst, nahmen mit der Zeit die Pop-Einflüsse deutlich zu. Laurel Greenidge wertete für Allmusic, White Flag seien eine "verwirrende, zeitweilige Legende der Musikgeschichte". In einem Nachruf auf Bartell bezeichnete Marc Hogan im Magazin Spin White Flag als "verspielte Antwort auf die Punkszene von Los Angeles". Das Magazin The Punk Vault bezeichnet die Band als die "Beatles des Punk Rock".

## Diskografie

### Studioalben
- 1982: S is for Space (Gasatanka Records)
- 1984: Third Strike (Gasatanka Records)
- 1986: Zero Hour (Starving Missile)
- 1987: Wild Kingdom (Positive Force Records)
- 1989: R is for Rad (EP, Super Seven Records)
- 1998: Empty Heaven (EP, Houston Party Records)
- 1999: Eternally Undone (Houston Party Records)
- 2006: Piangi Con Me (EP, Raro! Records)
- 2010: Keepers of the Purple Twilight (EP, Target Earth Records)
- 2010: Benefit for Cats (Cupcake Records)

### Split-Veröffentlichungen
- 1984: Split-EP mit Redd Kross (Mystic Records)
- 1986: Split-Album mit Adrenalin O.D. (Jungle Hop Int.)
- 1986: Peace (Split-Album mit F, Starving Missile)
- 1986: Jail Jello (Split-EP mit Necros, Gasatanka Records)
- 1999: Split-EP mit Baby Demons (Just 4 Fun)
- 2010: Two Pack (Split-EP mit Citramons, Flix Records)
- 2011: Levitate The Listener (Split-Album mit Versus You, Long Beach Records Europe)
- 2011: Split-EP mit Crise Total (Your Poison Records)
- 2011: Extraordinary Renditions (Split-Album mit Gods of Gamble, Stampace Records)
- 2011: 2B vs. Lil' B: The Morongo Redbone/ Muldaur Death Match E.P. (Split-EP mit The Holy Kings, Down the Drain Records)
- 2013: Og Bo Toyy (Split-Album mit BBS Paranoicos, Furia Discos)
- 2013: Split-EP mit Shoplifters (Rad Girlfriend Records)

### Livealben
- 1986: Feeding Frenzy (Bootleg Records)
- 1987: Skate Across Europe (EP, Super Seven Records)
- 1987: Bleedin' in Sweden (EP, Punish Records)
- 1989: Skate Across America (Mystic Records)
- 2002: History is Fiction (Tutl)
- 2011: Live at Bohemian Grove (EP mit Tony Adolescent, Strange Magic Records)

### Kompilationsalben
- 1985: WFO (Starving Missile)
- 1987: Sgt. Pepper (Wetspots Records)
- 1988: Freedom Fighters (EP, Power Noize Records)
- 1993: Thru The Trash Darkly (Munster Records)
- 1994: Step Back 10 (Just 4 Fun)
- 2002: Dying In The Future, Living In The Past (KAZ)
- 2002: T is for 20 (Soundflat Records)
- 2003: R Is For Rocket - U Is For Unreleased (Artifix Records)

### Samplerbeiträge
- 1984: Desperate Teenage Lovedolls OST (Gasatanka Records)
- 1992: Freedom of Choice (Caroline Records)[13]